# Sibu Shuiku
Sibu Shuiku (kinesiska: 四堡水库) är en reservoar i Kina. Den ligger i provinsen Guangdong, i den södra delen av landet, omkring 63 kilometer sydväst om provinshuvudstaden Guangzhou. I omgivningarna runt Sibu Shuiku växer i huvudsak städsegrön lövskog.
Genomsnittlig årsnederbörd är 2 224 millimeter. Den regnigaste månaden är maj, med i genomsnitt 369 mm nederbörd, och den torraste är januari, med 27 mm nederbörd.